# Pseudopostega uncinata
Pseudopostega uncinata là một loài bướm đêm thuộc họ Opostegidae. Nó là loài duy nhất được tìm thấy ở xa vẳn chung với vài khu rừng dọc theo sông phụ cận ở bắc trung bộ Venezuela.
Chiều dài cánh trước là 2.5-3.1 mm. Con trưởng thành chủ yếu là màu trắng với cánh trước màu trắng được đánh dấu bởi một đốm khá lớn, tối màu nâu màu nâu đậm chỗ gần cuống của rìa sau. Con trưởng thành bay vào tháng 5.